# Хоффман, Грегг
Грегг Хо́ффман (англ. Gregg Hoffman; 11 июня 1963 года, Финикс, Аризона, США — 4 декабря 2005 года) — продюсер фильмов «Пила: Игра на выживание» и «Пила 2».
Он работал также и над фильмом «Пила 3», но умер в Голливудской больнице, прежде жалуясь на боль в шее.

## Фильмография
- 2007 — Мёртвая тишина / Dead Silence
- 2006 — Пила 3 / Saw III
- 2005 — Пила 2 / Saw II
- 2004 — Пила: Игра на выживание / Saw
- 2003 — Джордж из джунглей 2 / George of the Jungle 2
- 1992 — Only You